# HD 16760
HD 16760 är en dubbelstjärna belägen i den norra delen av stjärnbilden Perseus. Den har en kombinerad skenbar magnitud av ca 8,70 och kräver åtminstone en stark handkikare eller ett mindre teleskop för att kunna observeras. Baserat på parallax enligt Gaia Data Release 2 på ca 14,4 mas, beräknas den befinna sig på ett avstånd på ca 227 ljusår (ca 70 parsek) från solen. Den rör sig närmare solen med en heliocentrisk radialhastighet på ca -4 km/s.

## Egenskaper
Primärstjärnan HD 16760 A är en gul till vit stjärna i huvudserien av spektralklass G5 V och är en solliknande stjärna. Den har en massa som är ca 0,8 solmassor, en radie som är ca 0,8 solradier och har ca 0,7 gånger solens utstrålning av energi från dess fotosfär vid en effektiv temperatur av ca 5 600 K.
Följeslagaren, HIP 12635, är 1,521 magnituder svagare och ligger separerad med 14,6 bågsekunder från primärstjärnan, vilket motsvarar en fysisk separation på minst 660 AE. 

## Planetsystem
I juli 2009, bekräftades av SOPHIE:s exoplanetprogram ett substansobjekt som kretsar kring HD 16760 A. Huruvida detta objekt var en brun dvärg eller en exoplanet för närvarande oklart. Den har en massa som överskrider den nedre gränsen för fusion av deuterium i dess inre. Detta kriterium används ibland för att skilja mellan bruna dvärgar, som ligger över gränsen, och planeter som ligger under gränsen. Men dess omloppsbana är nästan cirkulär, vilket tyder på att den kan ha bildats på samma sätt som planeterna, från en omkretsande stoftskiva. Bildandet av massiva planeter upp till 20–25 Jupitermassor har förutsagts i vissa modeller av kärnans tillväxtprocess. Identiteten för detta objekt som en brun dvärg eller en massiv planet var alltså oklar.
Nyligen (2010) analyserade data på följeslagareobjektet från direktavbildning med markbaserade teleskop utrustade med adaptiv optik, har emellertid visat att det är mycket mera styrt i sin bana än tidigare insetts. Följaktligen har dess massa reviderats uppåt. Det tros nu inte längre vara en stor gasjätte eller till och med en brun dvärg, utan med en massa beräknad till cirka en fjärdedel av vår sol, eller nästan 300 Jupitermassor, varför den lätt kvalificerar sig som ett stjärnobjekt, förmodligen en röd dvärg.
| Planet | Massa          | Halv storaxel (AE) | Siderisk omloppstid (d) | Excentricitet    | Inklination | Radie |
| ------ | -------------- | ------------------ | ----------------------- | ---------------- | ----------- | ----- |
| b      | ≥15,0 ± 2,5 MJ | 1,111 ± 0,097      | 466,48 ± 0,057          | 0,08712 ± 0,0018 | -           | -     |